# Miguel Coiro
Miguel Coiro (Buenos Aires, ?-Buenos Aires, 18 de agosto de 1948) fue un actor de reparto cinematográfico argentino.

## Carrera
Coiro fue un destacado actor de reparto que filmó unas 30 películas a lo largo de su carrera. Secundó a eximias figuras de la escena nacional como Luis Sandrini, Pedro Maratea, Oscar Valicelli, Alberto Ademar, Sabina Olmos, Santiago Arrieta, Ricardo Grau, Elías Alippi, Ada Cornaro, Sebastián Chiola, Rosa Catá, Maruja Gil Quesada, entre otros.
Se destacó en papeles de carácter en la Compañía de Enrique Muiño- Elías Alippi. Más tarde ingresó al elenco del Teatro Nacional Cervantes, donde actuó en gran relieve en Martín Fierro y en Facundo. También integró la compañía teatral de Pablo Podestá con quien trabajó en la obra Siripo y La ley oculta en 1918, de L. Bayón Herrera.
En 1933 trabajó en la versión teatral de Los tres berretines junto a Luis Sandrini, Miguel Mileo, Enrique Serrador, Enrique Duca y Luis Faggioli, entre otros.
Se lució en una versión del Martín Fierro estrenada en 1947 en el Teatro Presidente Alvear, junto con Pedro Pompillo, Carlos Bianquet, Antonio Capuano, María Esther Paonessa, Hilda Vivar, Pedro Tocci, Francisco Rullán y Pascual Carcavallo.
También en 1947 participó en una obra emblemática de la dramaturgia peronista, Camino bueno, bajo la dirección de Carlos Morganti, junto a los actores René Cossa, Jorge Lanza, Esperanza Palomero, Élida Lacroix, Luis Delfino, Gloria Falugi, Zoe Ducós, Rodolfo Noya, Jaime Andrada, Osvaldo Moreno, José del Vecchio, Marino Seré, Pedro Maratea, Vicente Forastieri, Raimundo González, César Martínez, Antonio Delgado, Jorge Larrea, César Rilke y Luis Carlos Pécora.
Falleció el 18 de agosto de 1948 tras una larga enfermedad. Un año después se estrenó de manera póstuma su última película ¿Por qué mintió la cigüeña?, protagonizada por Susana Freyre, Roberto Escalada y Pedro Quartucci, y estrenada el 6 de enero de ese año.

## Filmografía
- 1936: Santos Vega
- 1938: Turbión
- 1938: El hombre que nació dos veces
- 1938: Callejón sin salida
- 1939: Alas de mi patria
- 1939: Los pagarés de Mendieta
- 1939: Así es la vida
- 1940: El haragán de la familia
- 1941: Águila Blanca
- 1941: Yo quiero morir contigo
- 1942: ¡Gaucho!
- 1942: Cruza
- 1942: Ponchos azules
- 1942: La novia de los forasteros
- 1943: Fuego en la montaña
- 1944: Pachamama
- 1945: Las seis suegras de Barba Azul
- 1946: El tercer huésped
- 1946: La honra de los hombres
- 1946: El Capitán Pérez
- 1948: Una atrevida aventurita
- 1949: ¿Por qué mintió la cigüeña?[6]

## Teatro
- Siripo
- La ley oculta
- Martín Fierro
- Facundo
- Los tres berretines
- Camino bueno